# Koraćica
Koraćica (Servisch cyrillisch Кораћица) is een plaats in de Servische gemeente Mladenovac. De plaats telt 1924 inwoners (2002).